# Andreas Zingerle
Andreas Zingerle (ur. 25 listopada 1961 w Rasen-Antholz) – reprezentant Włoch w biathlonie, brązowy medalista olimpijski i pięciokrotny medalista mistrzostw świata.

## Kariera
W Pucharze Świata zadebiutował 14 stycznia 1982 roku w Egg am Etzel, zajmując 55. miejsce w biegu indywidualnym. Pierwsze punkty zdobył 13 lutego 1982 roku w Mińsku, zajmując 12. miejsce w sprincie. Na podium zawodów tego cyklu po raz pierwszy stanął 8 marca 1983 roku w Lahti, kończąc rywalizację w biegu indywidualnym na trzeciej pozycji. W zawodach tych wyprzedzili go jedynie Peter Angerer z RFN i Jan Matouš z Czechosłowacji. W kolejnych startach jeszcze 14 razy stawał na podium, odnosząc przy tym cztery zwycięstwa: 17 marca 1990 roku w Kontiolahti wygrał sprint, a 16 stycznia 1992 roku w Ruhpolding, 15 stycznia 1993 roku w Val Ridanna i 11 lutego 1993 roku w Borowcu był najlepszy w biegu indywidualnym. Ostatni raz w czołowej trójce znalazł się 13 stycznia 1994 roku w Ruhpolding, gdzie był trzeci w tej samej konkurencji. Najlepsze wyniki osiągnął w sezonie 1990/1991, kiedy zajął trzecie miejsce w klasyfikacji generalnej, za Siergiejem Czepikowem z ZSRR i Niemcem Markiem Kirchnerem. W tym samym sezonie był też drugi w klasyfikacji sprintu i trzeci w klasyfikacji biegu indywidualnego. Ponadto w sezonie 1992/1993 był drugi w klasyfikacji biegu indywidualnego.
W 1982 roku wystartował na mistrzostwach świata w Mińsku, gdzie zajął 12. miejsce w sprincie. Na rozgrywanych cztery lata później mistrzostwach świata w Oslo wspólnie z Wernerem Kiemem, Gottliebem Taschlerem i Johannem Passlerem zdobył brązowy medal w sztafecie. W tej samej konkurencji Włosi w składzie: Pieralberto Carrara, Wilfried Pallhuber, Johann Passler i Andreas Zingerle zwyciężyli na mistrzostwach świata w Oslo/Mińsku/Kontiolahti w 1990 roku oraz rozgrywanych trzy lata później mistrzostwach świata w Borowcu. Na drugiej z tych imprez Zingerle zdobył też złoty medal w biegu indywidualnym, zostając pierwszym w historii włoskim mistrzem świata w tej konkurencji. Wyprzedził tam na podium dwóch Rosjan: Siergieja Tarasowa i Siergieja Czepikowa. Ostatni medal zdobył na mistrzostwach świata w Canmore w 1994 roku, gdzie razem z Pieralberto Carrarą, Hubertem Leitgebem i Wilfriedem Pallhuberem zwyciężył w biegu drużynowym. Był też między innymi czwarty w sprincie podczas mistrzostw świata w Lahti w 1991 roku, gdzie walkę o podium przegrał z Eirikiem Kvalfossem z Norwegii o 3,7 sekundy.
Jego olimpijskim debiutem były igrzyska w Sarajewie w 1984 roku. Zajął tam dziewiąte miejsce w biegu indywidualnym i 29. w sprincie i piąte w sztafecie. Największy sukces osiągnął podczas igrzysk olimpijskich w Calgary w 1988 roku, gdzie razem z Kiemem, Taschlerem i Passlerem był trzeci w sztafecie. Ponadto zajął piętnaste miejsce w sprincie. Na rozgrywanych cztery lata później igrzyskach olimpijskich w Albertville był między innymi siódmy w sprincie i czwarty w sztafecie. Brał również udział w igrzyskach w Lillehammer w 1994 roku, gdzie rywalizację w biegu indywidualnym i sztafecie ukończył na szóstej pozycji, a w sprincie zajął 44. miejsce.

## Życie prywatne
Mieszka w Anterselvie (niem. Rasen-Antholz) w Tyrolu Południowym. Jest żonaty. Jego hobby to tenis i piłka nożna. Zna dwa języki niemiecki i włoski. Z zawodu jest policjantem. Od maja 2018 roku jest głównym trenerem reprezentacji Włoch

## Osiągnięcia

### Igrzyska olimpijskie
| Rok  | Miejscowość | Konkurencje | Konkurencje | Konkurencje | Konkurencje | Konkurencje | Konkurencje | Konkurencje |
| Rok  | Miejscowość | IN          | SP          | PU          | MS          | RL          | MR          | SR          |
| ---- | ----------- | ----------- | ----------- | ----------- | ----------- | ----------- | ----------- | ----------- |
| 1984 | Sarajewo    | 9.          | 29.         | nd.         | nd.         | 5.          | nd.         | –           |
| 1988 | Calgary     | DSQ         | 15.         | nd.         | nd.         | 3.          | nd.         | –           |
| 1992 | Albertville | 17.         | 7.          | nd.         | nd.         | 4.          | nd.         | –           |
| 1994 | Lillehammer | 6.          | 44.         | nd.         | nd.         | 6.          | nd.         | –           |

### Mistrzostwa świata
| Rok  | Miejscowość            | Konkurencje | Konkurencje | Konkurencje | Konkurencje | Konkurencje | Konkurencje | Konkurencje |
| Rok  | Miejscowość            | IN          | SP          | PU          | MS          | RL          | MR          | SR          |
| ---- | ---------------------- | ----------- | ----------- | ----------- | ----------- | ----------- | ----------- | ----------- |
| 1982 | Mińsk                  | –           | 12.         | nd.         | nd.         | –           | nd.         | –           |
| 1983 | Anterselva             | 9.          | 22.         | nd.         | nd.         | 10.         | nd.         | –           |
| 1985 | Ruhpolding             | 27.         | 9.          | nd.         | nd.         | 8.          | nd.         | –           |
| 1986 | Oslo                   | 9.          | 13.         | nd.         | nd.         | 3.          | nd.         | –           |
| 1987 | Lake Placid            | 11.         | 14.         | nd.         | nd.         | 8.          | nd.         | –           |
| 1989 | Feistritz              | 5.          | 10.         | nd.         | nd.         | 4.          | nd.         | –           |
| 1990 | Mińsk/Oslo/Kontiolahti | 5.          | 7.          | nd.         | nd.         | 1.          | nd.         | –           |
| 1991 | Lahti                  | 8.          | 4.          | nd.         | nd.         | 4.          | nd.         | –           |
| 1993 | Borowec                | 1.          | 10.         | nd.         | nd.         | 1.          | nd.         | –           |
| 1995 | Anterselva             | 64.         | –           | nd.         | nd.         | –           | nd.         | –           |

### Puchar Świata
| Sezon     | Miejsce |
| --------- | ------- |
| 1981/1982 | ?       |
| 1982/1983 | 29.     |
| 1983/1984 | ?       |
| 1984/1985 | 16.     |
| 1985/1986 | 6.      |
| 1986/1987 | 35.     |
| 1987/1988 | 5.      |
| 1988/1989 | 8.      |
| 1989/1990 | 5.      |
| 1990/1991 | 3.      |
| 1991/1992 | 6.      |
| 1992/1993 | 15.     |
| 1993/1994 | 9.      |
| 1994/1995 | 26.     |

#### Miejsca na podium chronologicznie
| Lp. | Dzień       | Rok  | Miejscowość | Konkurencja                | Lokata | Pudła   | Czas biegu | Strata  | Zwycięzca             |
| --- | ----------- | ---- | ----------- | -------------------------- | ------ | ------- | ---------- | ------- | --------------------- |
| 1.  | 8 marca     | 1986 | Lahti       | Bieg indywidualny na 20 km | 3.     | 3       | 1:08:34,0  | +57,0   | Peter Angerer         |
| 2.  | 21 stycznia | 1988 | Anterselva  | Sprint na 10 km            | 3.     | 0+1     | 29:21,6    | +26,2   | Frank-Peter Roetsch   |
| 3.  | 28 stycznia | 1988 | Ruhpolding  | Bieg indywidualny na 20 km | 2.     | 0+0+0+0 | 56:42,4    | +1:33,4 | Ernst Reiter          |
| 4.  | 11 marca    | 1988 | Oslo        | Bieg indywidualny na 20 km | 3.     | 1+0+0+0 | 58:22,8    | +21,4   | Gisle Fenne           |
| 5.  | 20 stycznia | 1990 | Anterselva  | Bieg indywidualny na 20 km | 2.     | 0+1+1+1 | 59:26,5    | +21,4   | Anders Mannelqvist    |
| 6.  | 17 marca    | 1990 | Kontiolahti | Sprint na 10 km            | 1.     | 0+0     | 26:51,4    | –       | –                     |
| 7.  | 15 grudnia  | 1990 | Les Saisies | Sprint na 10 km            | 3.     | 1+0     | 29:40,9    | +6,7    | Siergiej Czepikow     |
| 8.  | 17 stycznia | 1991 | Ruhpolding  | Bieg indywidualny na 20 km | 2.     | 0+0+1+0 | 53:12,7    | +47,3   | Pieralberto Carrara   |
| 9.  | 26 stycznia | 1991 | Anterselva  | Sprint na 10 km            | 2.     | 0+1     | 27:45,1    | +11,3   | Siergiej Czepikow     |
| 10. | 26 stycznia | 1991 | Oberhof     | Sprint na 10 km            | 3.     | 0+1     | 25:22,3    | +28,0   | Frank Luck            |
| 11. | 16 stycznia | 1992 | Ruhpolding  | Bieg indywidualny na 20 km | 1.     | 1+0+0+1 | 54:50,0    | –       | –                     |
| 12. | 15 stycznia | 1993 | Val Ridanna | Bieg indywidualny na 20 km | 1.     | 0+0+0+1 | 53:50,5    | –       | –                     |
| 13. | 11 lutego   | 1993 | Borowec     | Bieg indywidualny na 20 km | 1.     | 0+1+0+0 | 53:05,4    | –       | –                     |
| 14. | 4 marca     | 1993 | Lillehammer | Bieg indywidualny na 20 km | 3.     | 0+0+0+0 | 55:08,6    | +59,5   | Wilfried Pallhuber    |
| 15. | 13 stycznia | 1994 | Ruhpolding  | Bieg indywidualny na 20 km | 3.     | 0+0+1+0 | 46:33,0    | +1:57,3 | Patrice Bailly-Salins |